# Clerodendrum ligustrinum
El moste (Clerodendrum ligustrinum) es una especie de arbusto de la familia de las lamiáceas.

## Descripción
Son arbustos que alcanzan un tamaño de hasta 5 m de alto, ramas subteretes u obtusamente tetragonales, medulosas, menudamente puberulentas a glabras. Hojas opuesto-decusadas, elípticas a lanceoladas, 1.5–7.5 cm de largo y 0.6–3 cm de ancho, ápice acuminado, base aguda o cuneada, márgenes algunas veces sinuado-dentados; pecíolos 0.5–1 cm de largo, puberulentos. Inflorescencias cimosas, a menudo dos veces dicotómicas, supra-axilares o terminales, 3–7.5 cm de largo, pedúnculos 1.5–4 cm de largo, pedicelos 0.3–1 cm de largo, puberulentos, bractéolas y profilos lineares de 1–6 mm de longitud; cáliz 0.5–0.8 cm de largo, puberulento, lobos lanceolados o deltoides, verde; corola con tubo 1–2.5 cm de largo, lobos oblongos de 3–5 mm de largo, pubescente, resinoso-punteada, blanca; ovario oblongo, estilo de la misma longitud que los estambres. Fruto dividiéndose en pirenos cada uno con 2 semillas, rodeado por el cáliz 2-lobado.

## Distribución y hábitat
Originaria de México, habita en clima cálido desde el nivel del mar hasta los 600 metros, asociada a bosques tropicales perennifolios y subperennifolios, además de dunas costeras.

## Propiedades
En el Estado de Veracruz, sus propiedades medicinales se aprovechan como diurético (V. cerrada de orines y mal de piedra) y contra el dolor de cabeza, con este fin las hojas machacadas y remojadas, se aplican por medio de compresas.
Historia
En el siglo XVIII, Ricardo Ossado señala: "cuando hay retención de orina se usa la raíz mezclada con otras plantas, se muele todo junto para hacer un emplasto y se pone sobre la verija (sic), pero caliente; y atrae la piedra para afuera".

## Taxonomía
Clerodendrum ligustrinum fue descrita por (Jacq.) R.Br. y publicado en Hortus Kewensis; or, a Catalogue of the Plants Cultivated in the Royal Botanic Garden at Kew. London (2nd ed.) 4: 64. 1812.
Etimología
Clerodendrum: nombre genérico que deriva de las palabras griegas: kleros = (clero) y dendron =  (árboles), fue acuñado por Linnaeus que se enteró de que las plantas estaban en uso por el clero de la población de Sri Lanka.
ligustrinum: epíteto latíno que significa "como Ligustrum"
Sinonimia
- Aegiphila paludosa Brandegee
- Clerodendron culinare Sessé & Moc.
- Clerodendrum culinare Sessé & Moc.
- Clerodendrum fortunatum Sessé & Moc.
- Clerodendron ligustrinum
- Clerodendrum ligustrinum var. nicaraguense Moldenke
- Clerodendrum ligustrinum var. paludosum (Brandegee) Moldenke
- Clerodendrum mexicanum Brandegee
- Volkameria ligustrina Jacq.[4][5]